# بینگر (اکلاهما)
بینگر(به انگلیسی: Binger) شهری در ایالت اکلاهما کشور ایالات متحده آمریکا است که جمعیت آن در سرشماری سال ۲۰۱۰ میلادی، ۶۷۲ نفر بوده‌است.